# Slavoňov
Slavoňov – wieś i gmina (obec) w zachodnich Czechach, w kraju kralovohradeckim, w górach Orlickich.
Nazwa Slavoňov pochodzi prawdopodobnie od fundatora pierwszego kościoła archidiakona Slavona, który pracował w okolicach Hradca Králové około 1167 r. Najstarszy zachowany zapis z nazwą wsi pochodzi z 1384 z Registra Wáclava Vladivije Tomka (spisu papieskiej dziesięciny).
We wsi znajduje się, pełniący nadal funkcję sakralną, drewniany kościół św. Jana Chrzciciela (Kostel Sv. Jana Krtitele) z 1553. Wewnątrz znajdują się barwne polichromie z XVIII wieku w stylu ludowym. Strop, ściany i chór pokrywają motywy roślinne, na chórze przedstawiono pana tej ziemi Jana Rudolfa Trčkę przekazującego przywilej górniczy właścicielowi kuźni z Novego Hrádka, górników rud żelaza prowadzonych przez przodownika oraz panoramę Nowego Miasta nad Metują. Od 01.09.2014 kościół został uznany narodowym zabytkiem kultury Republiki Czeskiej. Trwają starania aby wpisać kościół na listę światowego dziedzictwa UNESCO.